# Achillesaurus
Achillesaurus — рід альваресзаврових із верхньокрейдової формації Бахо-де-ла-Карпа сантонського періоду в Ріо-Негро, Аргентина. Рід був відносно великим, базальним альваресзавридом і сучасником альваресзавра. Ахіллезавр описаний на основі MACN-PV-RN 1116 — частковий скелет, що включає крижовий хребець, чотири хвостові хребці, частину лівої стегнової кістки, гомілку та стопу та ліву клубову кістку. Агустін Мартінеллі та Есек'єль Вера, які описали зразок, виконали філогенетичний аналіз і виявили, що їхній новий рід є альваресзавридами з невиясненою спорідненістю з альваресзавром та іншими похідними альваресзавридами. Маковицький, Апестегія і Джанекіні (2012) стверджували, що Achillesaurus насправді може бути молодшим синонімом Alvarezsaurus, який, на думку авторів, «відомий з тієї самої формації й від якої він [тобто Achillesaurus] відрізняється тривіально».